# منتخب اليابان تحت 20 سنة لكرة القدم للسيدات
قالب:منتخب كرة قدم اليابان
منتخب اليابان تحت 20 سنة للسيدات لكرة القدم (باليابانية: U-20サッカー日本女子代表) هو ممثل اليابان الرسمي في المنافسات الدولية في كرة القدم في فئة كرة قدم تحت 20 سنة للسيدات، يديريه اتحاد اليابان لكرة القدم.